# Guyanai-masszívum
A guyanai-masszívum vagy guyanai-pajzs Dél-Amerika északi részén húzódó földrajzi terület. Hatalmas, gyéren lakott terület, amely Venezuela déli felét, Brazília északi részét, Guyana, Suriname és Francia Guyana nagy részét magába foglalja.
Nagy része az erdőkkel borított Guyanai-hegyvidékhez tartozik.
Ez hullámos hegyvidék, melynek felszínén kristályos kőzetek váltakoznak homokkövekkel; igen ellenálló, kvarcittal átjárt táblavidék, fedett ősmasszívum. Északi pereme 500-600 méterig emelkedő dombvidék, melyet északon, az Atlanti-óceán mentén mocsaras parti síkság övez. Déli irányban hirtelen emelkedik. Itt már gyakran a 2000 métert is meghaladják a hegycsúcsok. Legmagasabb pontjai a Pico da Neblina, (kb. 2994 m) Brazília és Venezuela határán, és a Roraima-hegy (2810 m) Brazília, Venezuela és Guyana hármashatárán. Jellegzetes táblahegyei az ún. tepuik. Sok ilyen tepui található a venezuelai Canaima Nemzeti Park területén. A hegyvidék keleti része fedetlen, ősi gránit és gneisz kőzetei lealacsonyodó tönkfelszínt alkotnak. 
A hegyvidékben sok folyó ered, ezek legtöbbje délen az Amazonas, északon az Orinoco vízgyűjtő területéhez tartozik. A folyók gyakran óriási vízesésekkel bukdácsolnak lefelé. Az Angel-vízesés 979 méter magasságból zuhan le. Ez a világ legmagasabb vízesése. 
A hegység területén gyémántot, aranyat, vasércet bányásznak, és értékes trópusi fát termelnek ki, amelyek gyakran ellenőrzés nélkül és illegálisan kerülnek a világpiacra. A sztyeppén kakaót, cukornádat, banánt, kávét, gumit, rizst stb. termesztenek.
Egyenlítői éghajlata forró és bő csapadékú.

### Fordítás
- Ez a szócikk részben vagy egészben  a   Guayana című német Wikipédia-szócikk fordításán alapul.  Az eredeti cikk szerkesztőit annak laptörténete sorolja fel. Ez a jelzés csupán a megfogalmazás eredetét és a szerzői jogokat jelzi, nem szolgál a cikkben szereplő információk forrásmegjelöléseként.